# Ryōzen
Ryōzen (良暹) est un poète et moine bouddhiste japonais du milieu de l'époque de Heian.
Les informations sur sa vie sont quasi inexistantes. Il est moine dans un temple du mont Hiei qui appartient à la secte Tendai, puis se retire à Ōhara et réside à Enrin'in durant ses dernières années. Il semble qu'il meurt durant l'ère Kōhei (1058-1065) à l'âge d'environ 65 ans.
En poésie, il entretient des relations amicales avec Kamo no Shigesuke, Tsumori no Kunimoto, Tachibana no Tamenaka et le moine Soi. En 1038 et 1041 il participe à un utaawase (concours de waka. Sa collection personnelle de poèmes waka s'appelle Ryōzen Dashū (良暹打聞). Quelques-uns de ses poèmes sont inclus dans l'anthologie impériale Goshūi Wakashū et un dans le Ogura Hyakunin Isshu.

## Source
- Peter McMillan (2008) One hundred poets, one poem each: a translation of the Ogura Hyakunin Isshu. New York: Columbia University Press.  (ISBN 978-0-231-14398-1)